# 티볼리 소프트웨어

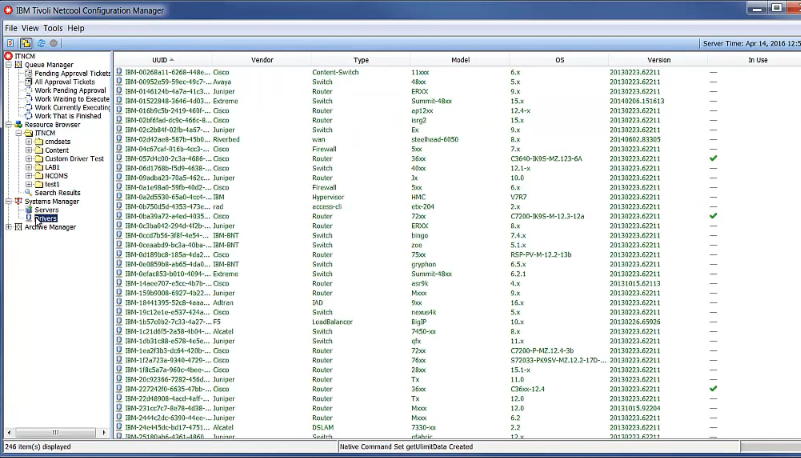

티볼리(Tivoli)는 IBM의 미들웨어 소프트웨어 제품 중 한 가지로, 다양한 기업들의 인프라스트럭처를 관리하는 소프트웨어 제품들을 제공하고 있다.
크게 4가지 제품군으로 나뉜다. 설비 자산 관리 소프트웨어인 맥시모(Maximo), 성능 및 비즈니스 자동화를 제공하는 제품군, 스토리지 자원의 가용성을 제공하는 백업 소프트웨어 제품인 티볼리 스토리지 매니저(Tivoli Storage Manger, TSM) 제품, 기업 보안 관리를 자동화시켜주는 제품군을 제공한다.
맥시모는 2006년 MRO 소프트웨어를 인수하면서 티볼리 브랜드로 합병된 제품으로 기업 설비 자산 관리 소프트웨어 분야에서 10년 이상 1위를 점유(가트너 선정)하는 뛰어난 제품이다. 티볼리 소프트웨어 제품은 IT 운영 비용을 절감하기 원하면서 동시에 IT 서비스의 품질을 높이기 원하는 고객들에게 다양한 운영 관리 자동화 및 베스트 프랙티스를 제공함으로써 그 목적을 달성할 수 있게끔 지원하는 것을 특징으로 한다. 100여가지가 넘는 IT 운영 관리의 전 분야를 망라하는 폭넓은 소프트웨어를 제공한다.